# Зіновать Пачоського
Зінова́ть Пачо́ського, або роки́тничок Пачо́ського (Chamaecytisus paczoskii) — багаторічна рослина родини бобових. Ендемік України й Молдови, занесений до Червоної книги України та Європейського Червоного списку. Декоративна та медоносна рослина, названа на честь видатного дослідника української флори Йосипа Пачоського.

## Опис
Листопадний кущ 30-60 см заввишки, нанофанерофіт. Стебла розпростерті, дугоподібно підняті, густо запушені. Листки трійчасті, листочки еліптичні, зісподу густо запушені. Квітки жовті, зібрані по 2-4 штуки у колосоподібне суцвіття, розвиваються раніше за листки. Плід — лінійний, густо повстисто-волосистий біб. До особливостей цього виду слід віднести почорніння зелених частин рослини після їх висушування.

## Екологія та поширення
Рослина світлолюбна, помірно посухостійка, полюбляє ґрунти, багаті на кальцій. Зростає на вапнякових відслоненнях, серед чагарників, на галявинах мішаних та листяних лісів. Переважно є компонентом лісових рослинних угруповань, рідше — частково затінених наскельно-степових.
Квітне у травні-липні, запилюється комахами. Плодоносить у липні-серпні. Розмножується насінням.
Зіновать Пачоського вважають ендеміком Східних Карпат і Поділля, але окрім цих регіонів вона трапляється також на Волинській височині, у Розточчі, Опіллі, південній частині правобережного Лісостепу. За межами України місця зростання цього виду зареєстровані лише на прилеглих територіях Молдови.

## Значення і статус виду
Зникнення осередків зіноваті Пачоського відбувається внаслідок зміни середовища і заліснення схилів. Вид охороняють у природному заповіднику «Медобори», національному природному парку «Подільські Товтри», у пам'ятках природи «Касова Гора», «Урочище Масьок», «Жулицька гора, гора Сторожиха, гора Висока», «Підлиська гора», «Хрещатико-Звинячинське урочище».
Рослина перспективна для поширення в культурі як декоративна.

## Синоніми
- Cytisus paczoskii V. Krecz